# 2001 XW254
2001 XW254, também escrito como 2001 XW254, é um objeto transnetuniano (TNO) que está localizado no cinturão de Kuiper, uma região do Sistema Solar. Ele é classificado como um cubewano. O mesmo possui uma magnitude absoluta de 7,7 e tem um diâmetro com cerca de 127 km.

## Descoberta
2001 XW254 foi descoberto no dia 10 de dezembro de 2001 pelos astrônomos J. Kleyna, D. C. Jewitt, e S. S. Sheppard.

## Órbita
A órbita de 2001 XW254 tem uma excentricidade de 0,000 e possui um semieixo maior de 42,331 UA. O seu periélio leva o mesmo a uma distância de 42,331 UA em relação ao Sol e seu afélio a 42,331 UA.